# 황기 2600주년 기념 봉축곡
《황기 2600주년 기념 봉축곡》은 전체주의(군국주의) 시절 일본 정부가 황기 2600주년을 기념해서 1940년에 국민 통합용으로 진행한 여러 행사와 계획의 일환으로 만들어진 일련의 음악 작품이다. 파시즘 문제로 인해 브리튼의 교향곡 2번 ‘진혼’을 제외하고 연주가 금지되었다.

## 발단
명치유신 이래로 천황은 국가신토의 힘도 있어서 중세 교황마저 뛰어넘는 신성불가침의 존재로 여겨지고 있었는데, 이를 잘 알고 있던 일본 정부도 조선 침탈, 만주국 등의 친일 괴뢰 국가 건국과 중일전쟁 개시 등의 제국주의 정책을 밀고 나가면서 각종 정치적 선전 활동에 적극 활용했다.
일본서기에 의하면 일본 초대 덴노는 기원전 660년에 즉위한 신무천황이였는데, 이 해를 시점으로 해서 '황기(皇紀)'라는 연도 계산법을 도입한 결과 1940년이 황기 2600주년이 되었다. 일본 정부는 이미 몇 년 전부터 저 해를 기념하기 위한 각종 행사와 식전, 문예 부분의 공모전 등을 기획하고 있었다. 심지어 하계/동계 올림픽과 만국박람회도 끈질긴 로비와 홍보전 끝에 개최권을 따냈을 정도였다.
일본이 이렇게 1940년을 기념하려고 한 의도는, 물론 자국의 위상을 대내외적으로 과시하고 황국사관을 확립하기 위한다는 명분으로 해석할 수 있다. 그리고 현실적으로 따진다면, 중일전쟁 이후 국가 경제 체제를 전시 체제로 개편해 나이트클럽이라든가 카바레 같은 향락 산업을 엄격히 통제하고 죽어라 군수산업 위주로 돌리던 당시 상황에 일종의 청량제 역할을 할 수 있다는 계산도 깔려 있었다.
그렇기 때문에 조선일보도 이 해에 광기어린 기념 축하기사를 썼을정도이고 이는 조선일보의 대표적 친일활동으로 두고두고 남았다.
물론 저 신무천황도 실존 인물이라는 확실한 증거가 없고, 무려 120년도 넘게 살았다는 기록 자체에 별 신빙성이 없기 때문에 하나의 상징적 존재로 누군가가 대입시켰을 가능성이 높다. 하지만 그러한 반론이 허용되지 않는 군국주의 시절이었으므로, 일본 정부에서는 그 해를 대대적으로 경축하기 위해 갖가지 행사를 마련했다.
양악 쪽에서는 일본 국내 뿐 아니라 세계 각지에서 '황기 2600주년 기념 봉축 작품' 들을 위촉하는 기획도 이뤄졌는데, 일본이 양악을 받아들인지 꽤 오래되었다고는 해도 이 만큼의 대규모 행사를 개최해본 경험이 없었다고 한다. 그래서 원로부터 학생까지 온갖 배경과 연령, 계층의 인사들이 경축 음악회를 위해 총동원되었다.

## 전개
음악 쪽에서도 일본 내의 음악인 뿐만 아니라, 외국의 유명한 작곡가들에게 2600주년 기념 작품의 작곡을 의뢰해 일본에서 세계 초연한다는 계획이 세워졌다. 작곡 의뢰와 연주회의 기획은 다른 2600주년 관제 행사들과 마찬가지로 내각 모임인 '은사 재단 기원 2600년 봉축회'의 엄격한 관리와 감독 아래 진행되었다.
물론 봉축 행사에 쓰기 위한 노래의 모집도 행해졌는데, 우선 내각 모임인 봉축회에서 1938년에 도쿄 음악학교(東京音楽学校. 현 도쿄 예술대학 음악학부)에 공식 봉축가를 촉탁했다. 음악학교 작사·작곡으로 발표되었으나, 실제 작곡은 노부토키 키요시(信時潔)가 했다고 전해지는 '기원2600년 송가(紀元二千六百年頌歌)'는 곧 봉축회의 노래이자 모든 봉축 행사 때 제창되는 공식 봉축가로 사용되었다.
1939년 8월에 일본 방송 협회에서 개최한 봉축가 현상 모집에도 노래 1만 8천여 곡 이상이 제출되었다. 그 중 서적상인 마스다 요시오(増田好生)가 작사하고 음악 교사 모리 기하치로(森義八郎)가 작곡한 '기원2600년(紀元二千六百年)'이라는 노래가 뽑혔고, 이 노래도 도쿄음악학교에 촉탁한 공식 봉축가와 더불어 '국민가요'로 널리 보급되었다.

## 해외 봉축곡
일본 정부가 작품을 위촉한 나라들은 그 당시 추축국 쪽에 속해 있던 나라들이 대부분이었는데, 목록은 다음과 같다;
- 프랑스(비시 괴뢰정부) 대표

자크 이베르 (Jacques Ibert, 1890-1962): 축전서곡
- 이탈리아 대표

일데브란도 피체티 (Ildebrando Pizzetti, 1880-1968): 교향곡 가장조
- 헝가리 대표

샨도르 베레슈 (Sándor Veress, 1907-1992): 교향곡 (제 1번)
- 영국 대표

벤자민 브리튼 (Benjamin Britten, 1913-1976): 진혼교향곡
- 독일 대표

리하르트 슈트라우스 (Richard Strauss, 1864-1949): 일본축전곡
이외에 미국에도 위촉을 했지만, 그 시기에 이미 미일 관계가 극도로 악화되어 있었으므로 미국 정부에서는 위촉 제의 자체를 거절했다. 가장 먼저 완성되어 악보가 도착한 곡은 베레슈의 곡이었으며, 7월에는 슈트라우스와 이베르의 작품이, 8월에는 피체티의 작품이 도착했다. 맨 마지막(9월)에 들어온 곡은 브리튼의 곡이었다.
하지만 문제는 브리튼 작품이었는데, 축전 의식에 진혼곡을 연주한다는 발상 자체가 무엄한 것으로 여겨졌고, 파트 악보 준비가 끝났을 때 이미 영일 외교 관계가 완전히 단절되어 서로를 적성국으로 분류하게 된 상황이라 거의 강제적으로 행사에서 배제되었다. 그래서 최종적으로 남은 작품은 이베르와 피체티, 베레슈, 슈트라우스 네 사람의 작품이었다.
결국 브리튼의 작품은 '악보가 너무 늦게 도착하여 부득이 공연에서 제외하게 되었다'라는 공식 발표가 나오면서 공연 목록에서 제외되었고, 이베르와 베레슈, 피체티, 슈트라우스의 네 작품이 최종적으로 공연 허가를 얻었다. 그 대신 일본 정부는 브리튼에게 약속했던 작곡료를 예정대로 지불했고, 보내온 악보도 파기하거나 반송하는 대신 보관하기로 결정했다. 진혼 교향곡이 일본에서 처음 연주된 것은 종전 후인 1956년 2월 18일에 방일 중이었던 브리튼이 직접 지휘한 NHK 교향악단 연주회 때였고, 세계 초연은 1941년 3월 30일에 존 바비롤리 지휘의 뉴욕 필하모닉 연주회에서 이루어졌다.

## 일본 국내 봉축곡
물론 해외에 의뢰한 것 이외에도, 일본 작곡가 또한 이런저런 봉축곡을 꽤나 많이 작곡했다. 음악 공연도 평시보다 다소 뜸하게 열리던 전시체제 하에서 자신의 작품을 발표할 좋은 기회이기도 했고, 심지어 식민지 쪽에서 작곡된 작품도 있다. 간추린 목록을 써보자면 다음과 같다.
- 야마다 코사쿠(山田耕筰): 오페라 '흑선(黑船)', 교향시 '신풍(神風)'
- 하시모토 쿠니히코(橋本國彦): 교향곡 제1번
- 이후쿠베 아키라(伊福部昭): 교향 무악 '월천악(越天楽)'
- 미츠쿠리 슈키치(箕作秋吉): 서곡 '대지를 걷다(大地を歩む)'
- 키요세 야스지(清瀬保二): 일본 무용 모음곡
- 오키 마사오(大木正夫): 익의(羽衣)
- 오자와 히사토(大澤壽人): 교향곡 제3번 '건국의 교향악(建国の交響楽)', 교성곡 '만민봉축보(万民奉祝譜)', 교성곡 '바다의 새벽(海の夜明け)'
- 하야사카 후미오(早坂文雄): 서곡 D장조
- 스가타 이소타로(須賀田礒太郎): 교향 서곡, 쌍용교류지무(双龍交遊之舞)
- 후카이 시로(深井史郎): 발레 음악 '창조'
- 노부토키 키요시: 교성곡 '해도동정(海道東征)'
- 김기수: 아악 '황화만년지곡(皇化萬年之曲)'

이들 작품들도 대부분 1940년을 전후해서 연주되었고, 노부토키의 교성곡 같은 경우 이듬해인 1941년에 일본 빅터에서 녹음해 SP로 발매될 정도로 인기를 얻었다.[6] 그리고 해외 봉축곡들과 마찬가지로 여기 써놓은 작품의 상당수가 지금도 재연되거나 음반으로 발매되어 유통되는 중인데, 하시모토와 오자와의 교향곡, 하야사카, 스가타, 후카이의 작품들은 홍콩 소재 다국적 음반사 낙소스의 '일본작곡가선집' 시리즈에 포함되어 전세계에 판매되고 있다. 그리고 식민지에서 작곡된 봉축곡. 한국 국악계의 거목이라는 죽헌 김기수 선생이 친일인명사전에 오른 가장 중요한 이유가 되겠다. 물론 작사자였던 이능화도 마찬가지. 일본인 작곡가들이야 단순한 애국심으로 저질렀다고 하면 그럭저럭 참작이 되겠지만, 이 경우는 무려 창작 국악의 효시다. 문제가 되어서 악보도 거의 공개되지 않는다.